# Liste des maires du Crotoy
Cet article détaille la liste des maires de la commune du Crotoy, ville du département de la Somme et de la région Hauts-de-France.

## Liste des mayeurs du Crotoy jusqu'à laRévolution
| Période                                  | Période | Identité                   | Étiquette | Qualité |
| ---------------------------------------- | ------- | -------------------------- | --------- | --- |
| Les données manquantes sont à compléter. |         |                            |           | |
| 1361                                     |         | Philippe d'Estrelée        |           | Prête serment de fidélité au roi d'Angleterre Édouard III (cf Florentin Lefils).                                                                  |
| 1362                                     |         | Le Sieur Saint Nicolas     |           | Bourgeois de la ville. |
| 1362                                     |         | Sire Jean Vadicoq          |           | Riche bourgeois de la ville, fondateur de l'hôpital avec sa femme, Marguerite Dorémus.                                                            |
|                                          |         | Jean 1er Le Roy            |           | "Seigneur du Crotoy", né en 1355, mort vers 1414, arrière-grand-père du suivant                                                                   |
| 1506                                     |         | Jean Le Roy                |           | Seigneur de Forestel, Dargnies et Cornehotte, mort en 1525.                                                                                       |
|                                          |         | Nicolas de la Porte        |           | Décédé en 1562. |
|                                          |         | Jean Bouldey               |           | Marié avec Marie Du Bos en 1577, fils de Barthélémi Bouldey, ancien mayeur.                                                                       |
| 1637                                     |         | Antoine Manier             |           | |
| 1665                                     |         | René Béguin                |           | Signalé par Florentin Lefils dans une enquête relative au dessèchement de l'étang de Rue.                                                         |
| 1687                                     |         | François Manier            |           | Demeurant à Mayocq. |
| 1691                                     |         | René Béguin                |           | Chirurgien. Peut-être décédé le 7 septembre 1703. Son père, René Béguin, ancien mayeur est mort le 27 février 1691 (peut-être le mayeur de 1665). |
| 1692                                     |         | François Platel            |           | |
| 1692-1698-1699                           |         | François Platel            |           | |
| 1701                                     |         | Nicolas Nicolay            |           | Matelot ? Mort le 21 avril 1701, pendant sa charge.                                                                                               |
| 1703                                     |         | François Manier            |           | laboureur dans la banlieue (Mayocq ou Saint-Firmin). Il devient syndic perpétuel en 1705. Mort le 7 avril 1729, à 70 ans environ..                |
| 1705-1707                                |         | Claude Paulenne            |           | Fermier à Mayocq. Un Claude Paulenne, mort le 12 janvier 1694, ancien mayeur, peut-être son père.                                                 |
| 1708                                     |         | Pierre Grebeuse            |           | Bourgeois de la ville |
| 1709-1710                                |         | René Béguin                |           | Maître chirurgien |
| 1711                                     |         | Charles de la haye         |           | Brasseur |
| 1711                                     |         | Claude Le Conte            |           | Mort le 24 juin 1730 (à environ 45 ans). |
| 1713                                     |         | Louis France               |           | Propriétaire, laboureur, demeurant à Saint-Firmin. Mort le 10 juin 1731, à 57 ans.                                                                |
| 1717                                     |         | Claude Nicolay             |           | |
| 1719                                     |         | Louis Polenne              |           | Laboureur à Mayocq |
| 1722-1723                                |         | Charles de la Haie (Haye)  |           | Marchand brasseur |
| 1724                                     | 1726    | Louis Boursin              |           | Marchand brasseur. Décédé le 22 mars 1729, à 43 ans environ, ancien marguillier de Notre-Dame du Crotoy.                                          |
| 1728                                     |         | Charles de la haye         |           | |
| 1730-1731                                |         | Michel Nampon              |           | Matelot (?), décédé le 16 ou 18 avril 1731, pendant sa charge.                                                                                    |
| 1731                                     |         | Charles de la Haye         |           | |
| 1731                                     |         | Béguin                     |           | Trois mayeurs différents pour 1731. |
| 1740                                     |         | Claude Delahaye            |           | |
| 1746                                     |         | François Ledoux            |           | Conseiller du Roy, laboureur à Saint-Firmin, mort le 13 mars 1748, à 33 ans, pendant sa charge.                                                   |
| 26 avril 1748-22 juin 1749               |         | Antoine Fantome            |           | |
| 23 avril 1752-6 mai 1759                 |         | Pierre du Bois (Dubois)    |           | |
| 12 juin 1763                             |         | Jean (Christophe) Poidevin |           | |
| 12 mai 1765, 1767, 1768, 1776            |         | Pierre Dubois              |           | |
| 1780                                     |         | Claude Delahaye            |           | Neveu de Pierre Dubois, précédent mayeur |
| 1788                                     |         | François Asselin           |           | Mort le 17 août 1788, pendant sa charge, à 68 ans environ.                                                                                        |
| 1789                                     |         | Louis Leconte              |           | |

## Liste des maires
| Période                                  | Période                   | Identité                                   | Étiquette      | Qualité |
| ---------------------------------------- | ------------------------- | ------------------------------------------ | -------------- | --- |
| Les données manquantes sont à compléter. |                           |                                            |                | |
| 1790                                     | 1791                      | Louis François Lecomte                     |                | Mort le 13 thermidor, An X, 1er août 1803. |
| 1791                                     | 1792                      | Charles Becquet                            |                | |
| 1792                                     | 1792                      | Pierre Dubos                               |                | |
| 1792                                     | 1792                      | Jean-Baptiste Fanthomme                    |                | A signé le 1er acte d'état-civil de la République le 24 décembre 1792. Mort le 11 mars 1840. |
| Les données manquantes sont à compléter. |                           |                                            |                | |
| 23 janvier 1794                          | 6 novembre 1795           | Nicolas Valéry Coulon                      |                | Agent de la municipalité par décret de la Convention nationale |
| 6 novembre 1795-1797                     | 26 juin 1800              | Valéry Coulon                              |                | |
| 26 juin 1800                             | 4 mai 1806                | Florentin Félix Delahaye                   |                | Religieux bénédictin, prêtre, nommé par le sous-préfet. |
| 4 mai 1806                               | 21 mai 1815               | Jean-Baptiste Alexandre Auguste Elluin     |                | Nommé par arrêté du préfet puis suspendu de ses fonctions par arrêté du 16 août 1815. |
| 21 mai 1815                              | 23 septembre 1815         | Louis Honoré Lecomte                       |                | Fils de Louis François Lecomte, mayeur en 1789 et/ou 1790. Mort le 28 juillet 1828. |
| 23 septembre 1815                        | 1831                      | Charles Antoine Pelletier                  |                | Marchand de bois, mort le 10 mars 1854. |
| 19 novembre 1831                         | 1870                      | Jean-Baptiste, François, Arcenne Desgardin |                | Né le 10 Nivôse An VIII (31 décembre 1799, mort le 1er décembre 1881 à 81 ans, marchand de bois. |
| 1870                                     | 12 novembre 1870          | Léon Vasseur                               |                | Mort le 6 novembre 1870. |
| 12 novembre 1870                         | 1871                      | Julien Demetz                              |                | Mort le 20 juillet 1871. |
| 4 mai 1871                               | 1876                      | Jean-Baptiste Arsène Desgardin             |                | |
| 1876                                     | 1884                      | Victor Pelletier                           |                | Négociant. |
| 18 mai 1884                              | 1888                      | Albin Lecomte                              |                | Petit-fils de Louis Lecomte, décédé à Paris le 23 juillet 1897. |
| 22 février 1888                          | 1894                      | Edmond, Armand, Désiré Grognet-Gourlain    |                | La seconde partie de son nom provient de sa femme, Laure Gourlain. Bien que réélu le 24 juin 1894, il n'accepte pas sa réélection pour raison de santé.                                                                     |
| 5 juillet 1894                           | 1925                      | Émile Vasseur                              |                | Premier adjoint au début du mandat d'Edmond Grognet-Gourlain. |
| 17 mai 1925                              | 1932                      | Gustave David                              |                | Maire démissionnaire en 1932. |
| 26 juin 1932                             |                           | Jules Noiret                               |                | Rentier, auparavant adjoint de Gustave David. |
| février 1941                             | 1945                      | Jules Noiret                               |                | Rentier. |
| 18 mai 1945                              | 1952                      | Alphonse Scholkopf                         |                | Opticien, mort le 4 mars 1952. |
| 11 avril 1952                            | 1959                      | René Crépin                                |                | Auparavant 1er adjoint d'Alphonse Scholkopf. |
| 20 mars 1959                             | 1960                      | Léandre Lebœuf                             |                | Mort le 10 août 1967. |
| 28 février 1960                          | 1963                      | Jean Decas                                 |                | Chirurgien-dentiste. |
| décembre 1963                            | 1983                      | Oscar Deguine                              |                | Après dissolution du conseil précédent, président de la délégation spéciale par décret du 13 décembre 1963, avec Denis Landrieu et Jean Moinot, jusqu'à son élection en 1964. Ancien militaire de carrière dans l'aviation. |
| 19 mars 1983                             | 2001                      | Jean-Louis Wadoux                          | RPR            | Entrepreneur. |
| 2001                                     | 2008                      | Roselyne Bourguelle                        | Sans étiquette | Commerçante buraliste. |
| mars 2008                                | 2014                      | Jean-Louis Wadoux                          | UMP            | Entrepreneur Conseiller général du canton de Rue (2004 → 2015). |
| 5 avril 2014,                            | mai 2020                  | Jeanine Bourgau                            | DVG            | Retraitée des services d'orientation de l'Éducation nationale. |
| mai 2020,                                | En cours (au 24 mai 2020) | Philippe Évrard                            |                | Vice-président de la CC Ponthieu-Marquenterre (2020 → ) |

## Pour approfondir